# Heliopolis-Palast

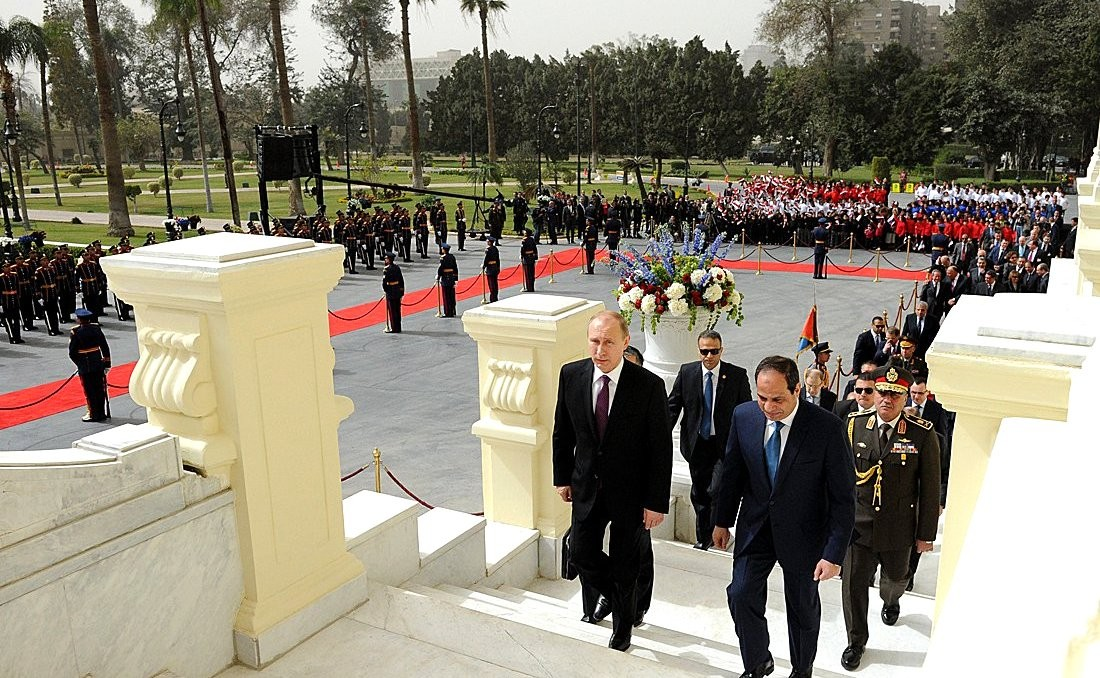
Abd al-Fattah as-Sisi und Wladimir Putin im Palast.

Der Heliopolis-Palast (arabisch قصر رئاسة الجمهورية, DMG Qaṣr Riʾāsat al-Ǧumhūriyya ‚'Palast der Präsidentschaft der Republik‘ oder قصر الاتحادية, DMG Qaṣr al-Ittiḥādiyya ‚Föderationspalast‘) ist einer der drei ägyptischen Präsidentenpaläste und -residenzen, die anderen sind der Montaza Palace und der Raʾs-at-Tīn-Palast, für das Exekutivbüro des ägyptischen Staatspräsidenten. Er befindet sich im Vorort Heliopolis, nordöstlich des Zentrums von Kairo und östlich des Nils in Ägypten. Ursprünglich wurde er 1910 als das große Heliopolis Palace Hotel erbaut. Jetzt wird es vom ägyptischen Präsidenten genutzt.

## Geschichte

### Heliopolis Palace Hotel(1910–1958)

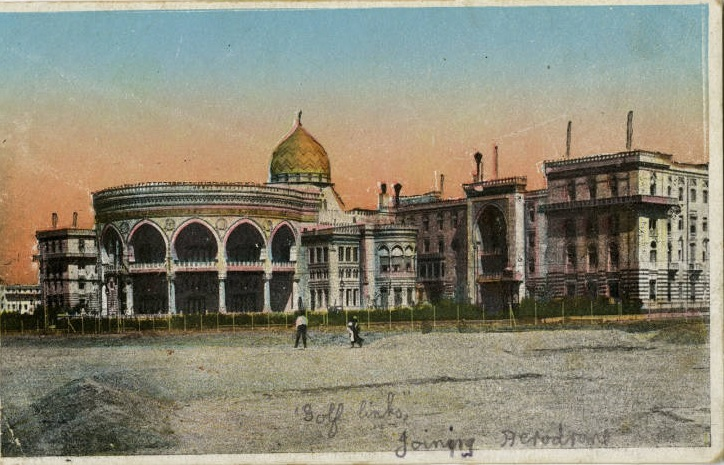
Postkarte des Heliopolis Palace Hotels

Der Palast wurde ursprünglich als luxuriöses Heliopolis Palace Hotel in der offenen Wüste von 1908 bis 1910 erbaut, während um ihn herum die Heliopolis Oases Company mit der Entwicklung des neuen Vororts begann. Das Hotel wurde von Ernest Jaspar als Teil des größeren Heliopolis-Projekts von Édouard Empain entworfen.
Das Heliopolis Palace Hotel, das als das luxuriöseste Hotel Afrikas und des Nahen Ostens bezeichnet wurde, war aufgrund seiner grandiosen Architektur ein exklusives Ziel für Gäste, darunter ausländische Könige und internationale Wirtschaftsmagnaten. Zu den Gästen gehörten Milton S. Hershey und König Albert I. und Königin Elisabeth von Belgien.

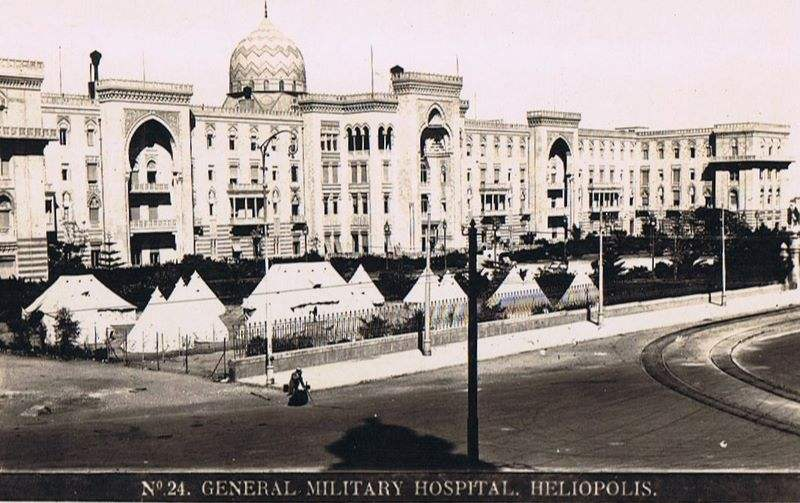
Das Hotel diente im Ersten Weltkrieg als Lazarett

Während des Ersten Weltkriegs wurde das Heliopolis Palace Hotel in ein Lazarett für die australischen Truppen umgewandelt. Das Krankenhaus beschäftigte Studenten und Nonnen aus dem nahe gelegenen Collège du Sacré-Cœur. Das Krankenhaus war eines der Größten und Prächtigsten und wurde in der australischen Presse als „das Krankenhaus in einem Palast“ bezeichnet. Der Palast hatte Krankenwagen und verfügte über Betten und Zelte, die kilometerweit entlang der Straße aufgereiht waren, so dass sie in der Lage war, Tausende von Commonwealth-Truppen auf einmal zu behandeln.

### Übergangszeit (1958–1980)
Im Jahr 1958 wurde das Hotel von der ägyptischen Regierung gekauft und geschlossen. Es wurde als Sitz von Regierungsbüros genutzt. Im Januar 1972 wurde das Gebäude zum Sitz der Föderation Arabischer Republiken, der kurzlebigen politischen Union zwischen Ägypten, Libyen und Syrien, die ihm den heutigen arabischen Namen arabisch قصر الاتحادية  (Föderationspalast) gab.

### Präsidentenpalast
In den 1980er Jahren wurde das Gebäude nach umfangreichen Renovierungs- und Restaurierungsarbeiten zum ägyptischen Präsidentenpalast und zum Sitz der Verwaltung des neuen Präsidenten Husni Mubarak. Heute ist er vielleicht einer der Präsidentenpaläste mit den meisten Zugangsbeschränkungen. Er ist von einfachen Gärten umgeben.

## Architektur
Das Hotel wurde von dem belgischen Architekten Ernest Jaspar entworfen. Er führte den lokalen Heliopolis-Architekturstil ein, eine Synthese aus persischer, orientalisierender, islamischer und europäischer neoklassischer Architektur. Gebaut wurde es von den Bauunternehmen Leon Rolin & Co. und Padova, Dentamaro & Ferro, den beiden größten Bauunternehmern in Ägypten. Die Firma Siemens & Schuepert aus Berlin sorgte für die elektrische Verkabelung und Installation des Hotels. Die Versorgungseinrichtungen entsprachen den modernsten Standards der damaligen Zeit. Der Hotelbetrieb stand unter französischer Verwaltung.
Der architektonische Stil von Heliopolis, der für viele alte Gebäude in Heliopolis verantwortlich ist, kam in der Außen- und Innengestaltung des Heliopolis Palace Hotels besonders gut zum Ausdruck. Das Hotel verfügte über 400 Zimmer, darunter 55 Privatwohnungen. Neben der Empfangshalle im orientalisierenden Stil waren zwei öffentliche Räume im Stil Ludwigs XIV. und Ludwigs XV. aufwendig dekoriert.
Die Kuppel des Zentralen Saals, die die Gäste in Ehrfurcht versetzen soll, maß vom Boden bis zur Decke 55 Meter. Das architektonische Interieur des 589 Quadratmeter großen Saals wurde von Alexandre Marcel vom Institut Français entworfen und von Georges-Louis Claude dekoriert. Zweiundzwanzig italienische Marmorsäulen umgaben den Parkettboden bis zu den kunstvollen Decken. Der Saal war mit feinen Perserteppichen ausgelegt und verfügte über große verspiegelte Wandpaneele und einen großen Marmorkamin. Auf der einen Seite der zentralen Halle befand sich der Grillraum mit 150 Plätzen, auf der anderen Seite der Billardsaal mit zwei großen britischen Thurston-Billardtischen und einem „unbezahlbaren“ französischen Tisch. Die privaten Bankettsäle waren recht groß und aufwendig.
Die Mahagonimöbel wurden bei Maple's of London bestellt. Überall hingen in Damaskus gefertigte Lampen, Laternen und Kronleuchter im „ostasiatischen Stil“, die wie Stalaktiten aufgehängt waren. Die obere Galerie enthielt eichengetäfelte Lese- und Kartenzimmer, die von Krieger aus Paris eingerichtet wurden. Die Keller- und Personalräume waren so groß, dass eine Schmalspurbahn über die gesamte Länge des Hotels verlief, vorbei an Büros, Küchen, Vorratskammern, Kühlschränken und Lagerräumen.